# Episodi di Power Rangers Samurai (seconda stagione)
La seconda stagione della serie televisiva Power Rangers Samurai, intitolata Power Rangers Super Samurai, viene trasmessa negli Stati Uniti su Nickelodeon dal 18 febbraio all'8 dicembre 2012.
In Italia è andata in onda su Italia 1 dal 9 settembre al 18 novembre 2012, mandando in onda gli ultimi 9 episodi in anteprima mondiale, mentre i rimanenti due sono andati in onda il 25 e 26 dicembre 2014 su Boing.
| nº | Titolo originale                      | Titolo italiano                   | Prima TV USA     | Prima TV Italia   |
| -- | ------------------------------------- | --------------------------------- | ---------------- | ----------------- |
| 1  | Super Samurai                         | Super Samurai                     | 18 febbraio 2012 | 9 settembre 2012  |
| 2  | Shell Game                            | Uscire dal guscio                 | 25 febbraio 2012 | 15 settembre 2012 |
| 3  | Trading Places                        | Il rapitore di spiriti            | 3 marzo 2012     | 16 settembre 2012 |
| 4  | Something Fishy                       | Un nighlok terribile              | 10 marzo 2012    | 22 settembre 2012 |
| 5  | The Rescue                            | Il salvataggio                    | 17 marzo 2012    | 23 settembre 2012 |
| 6  | The Bull Zord                         | Lo zord toro                      | 24 marzo 2012    | 29 settembre 2012 |
| 7  | He Ain't Heavy Metal, He's My Brother | Un fratello musicista             | 31 marzo 2012    | 30 settembre 2012 |
| 8  | Kevin's Choice                        | La scelta di Kevin                | 7 aprile 2012    | 6 ottobre 2012    |
| 9  | Runaway Spike                         | Gioco di specchi                  | 14 aprile 2012   | 7 ottobre 2012    |
| 10 | The Strange Case of the Munchies      | Uno strano caso di fame repentina | 21 aprile 2012   | 13 ottobre 2012   |
| 11 | A Sticky Situation                    | Uniti per la vittoria             | 28 aprile 2012   | 14 ottobre 2012   |
| 12 | Trust Me                              | Gioco di squadra                  | 5 maggio 2012    | 20 ottobre 2012   |
| 13 | The Master Returns                    | Il ritorno di Master Xandred      | 12 maggio 2012   | 27 ottobre 2012   |
| 14 | A Crack in the World                  | La terra in pericolo              | 13 ottobre 2012  | 28 ottobre 2012   |
| 15 | Stroke of Fate                        | Ironia della sorte                | 3 novembre 2012  | 3 novembre 2012   |
| 16 | Fight Fire with Fire                  | Fuoco interiore                   | 10 novembre 2012 | 4 novembre 2012   |
| 17 | The Great Duel                        | Il gran duello                    | 17 novembre 2012 | 10 novembre 2012  |
| 18 | Evil Reborn                           | Il ritorno del male               | 24 novembre 2012 | 11 novembre 2012  |
| 19 | The Sealing Symbol                    | Il simbolo del sigillo            | 1º dicembre 2012 | 17 novembre 2012  |
| 20 | Samurai Forever                       | Samurai per sempre                | 8 dicembre 2012  | 18 novembre 2012  |
| 21 | Trickster Treat                       | L'Incubo di Halloween             | 27 ottobre 2012  | 26 dicembre 2014  |
| 22 | Stuck on Christmas                    | La Vigilia di Natale              | 15 dicembre 2012 | 25 dicembre 2014  |

## La terra in pericolo
- Titolo originale: A Crack in the World
- Diretto da: Nobuhiro Suzumura & Akihiro Noguchi (come Yuji Noguchi)
- Scritto da: Seth Walther

### Trama
Osservando la mappa con gli attacchi sferrati da Serrator, Kevin nota che si sono verificati lungo una linea retta. Serrator infatti ha in mente di sferrare un ultimo attacco con il nighlok Pestilox, per poi far aprire una faglia tra il mondo degli umani e il Netherworld, inondare la terra e dominare su entrambi i mondi. Per creare la faglia, però, ha bisogno che Deker sferri un colpo con la sua spada uramasa e ha intenzione di proporgli un velato ricatto. Pestilox semina il panico sulla terra, e i rangers tentano di fermarlo. Ma sopraggiunge Serrator, quindi i ragazzi devono dividersi per combattere contro i due mostri. Pestilox viene sconfitto, ma oramai la tristezza che ha causato sta facendo effetto, e la sua energia inizia a trapelare nella terra. Serrator dice a Deker che gli darà la sua spada, ma lui dovrà sferrare il colpo finale, carico della tristezza e della rabbia che ha accumulato nei secoli.

## Ironia della sorte
- Titolo originale: Stroke of Fate
- Diretto da: Nobuhiro Suzumura & Akihiro Noguchi (come Yuji Noguchi)
- Scritto da: Amit Bhaumik

### Trama
Dopo la potente esplosione, Antonio scorge Deker steso a terra indifeso. Potrebbe colpirlo e mettere fine al piano di Serrator, ma non ne ha il coraggio. Antonio si sente in colpa, nonostante i compagni lo rassicurino affermando che un vero samurai non colpisce un avversario inerme. Il ragazzo va alla ricerca di Deker per completare ciò che ha lasciato in sospeso, e Mike e Kevin lo seguono. Gli altri, invece, vanno ad affrontare Serrator. Di nuovo Antonio non riesce a colpire Deker, che è disarmato. Deker si reca da Serrator, prende la sua spada uramasa, ma afferma di avere intenzione di terminare a modo suo la maledizione che lo affligge, non a spese della terra.

## Fuoco interiore
- Titolo originale: Fight Fire with Fire
- Diretto da: Akihiro Noguchi (come Yuji Noguchi)
- Scritto da: Marc Handler

### Trama
Mentre attendono il ritorno di Master Xandred, Octoroo e Dayu decidono di continuare la sua opera chiamando il Nighlok Fiera. Il suo compito consisterà nell'annientare per sempre il Red Ranger con attacchi che faranno bruciare dall'interno il capo del clan Shiba. Jayden viene preso di mira e gli attacchi di Fiera sono potentissimi, ma hanno effetto solo su di lui e non sugli altri rangers. Jayden non viene sconfitto, ma non può più combattere. Per fortuna sopraggiunge un altro Red Ranger a eliminare il Nighlok. Il Red Ranger in questione è Lauren, sorella di Jayden, tenuta da sempre nascosta. Si viene così a scoprire che Jayden non è il capo del clan Shiba e il posto di Red Ranger spetta di diritto a sua sorella, che per anni si è allenata fino a padroneggiare il "potere del sigillo". Tale potere è l'unico che potrebbe mandare via per sempre Master Xandred e terminare una volta per tutte la lunga battaglia.

## L'incubo di Halloween
- Titolo originale: Trickster Treat
- Diretto da: Jonathan Tzachor
- Scritto da: Michael Sorich

### Trama
Master Xandred e Octoroo schierano un Nighlok ipnotizzatore, chiamato Trickster, per poter intrappolare i Rangers in una serie di film horror, che li costringerà a dover scindere la realtà dall'illusione. Riusciranno i Rangers a sfuggire all'incubo?

## La Vigilia di Natale
- Titolo originale: Stuck on Christmas
- Diretto da: Jonathan Brough
- Scritto da: Jill Donnellan

### Trama
È Natale, e, dopo aver sconfitto un Nighlok, il Megazord smette di funzionare facendo rimanere bloccati i Rangers, costringendoli a saltare il Natale con il Mentore Ji. Nel frattempo, il Mentore avvista Bulk e Spike mentre tentano di lasciare un regalo per Mia davanti alla porta, invitandoli a passare il Natale con lui.